# Torula ovalispora
Torula ovalispora är en svampart som beskrevs av Berk. 1836. Torula ovalispora ingår i släktet Torula, divisionen sporsäcksvampar och riket svampar.   Inga underarter finns listade i Catalogue of Life.